# 大平駅
大平駅（おおだいえき）は、青森県東津軽郡外ヶ浜町字蟹田大平（かにたおおだい）にある、東日本旅客鉄道（JR東日本）津軽線の駅である。

## 歴史
- 1958年（昭和33年）10月21日：日本国有鉄道の駅として開業[2]。
- 1987年（昭和62年）4月1日：国鉄分割民営化により、東日本旅客鉄道の駅となる。
- 2019年（令和元年）6月1日：蟹田駅の業務委託化に伴い、管理駅が青森駅に変更。
- 2022年（令和4年）
  - 8月3日：大雨により線路設備に被害が発生し、蟹田駅から三厩駅間が運休され、それに伴い当駅も運休となる[3]。
  - 8月22日：同区間で代行バスの運行が開始される[4]。
- 2024年（令和6年）10月1日：えきねっとQチケのサービスを開始[1][5]。
- 2025年（令和7年）6月10日：同日開催の締結式にて、当駅を2027年（令和9年）4月1日に廃止することで合意[6][7]。

## 駅構造
単式ホーム1面1線を有する地上駅である。かつては島式ホーム1面2線であった。ホームの駅舎側に交換設備跡を利用した横取線があり、保線車両の車庫がある（ポイントは三厩側にある）。
青森駅管理の無人駅。

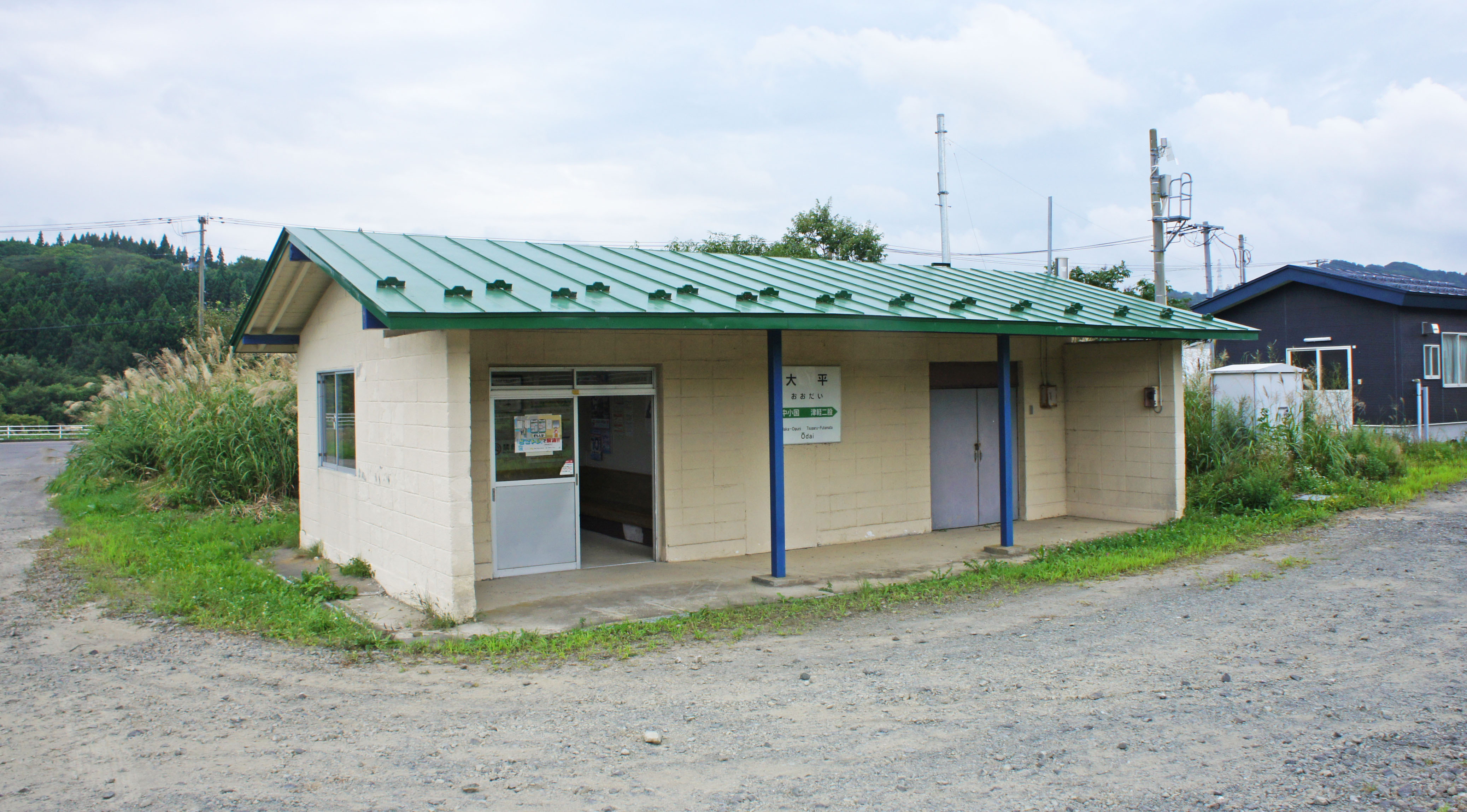
駅舎（2020年8月）
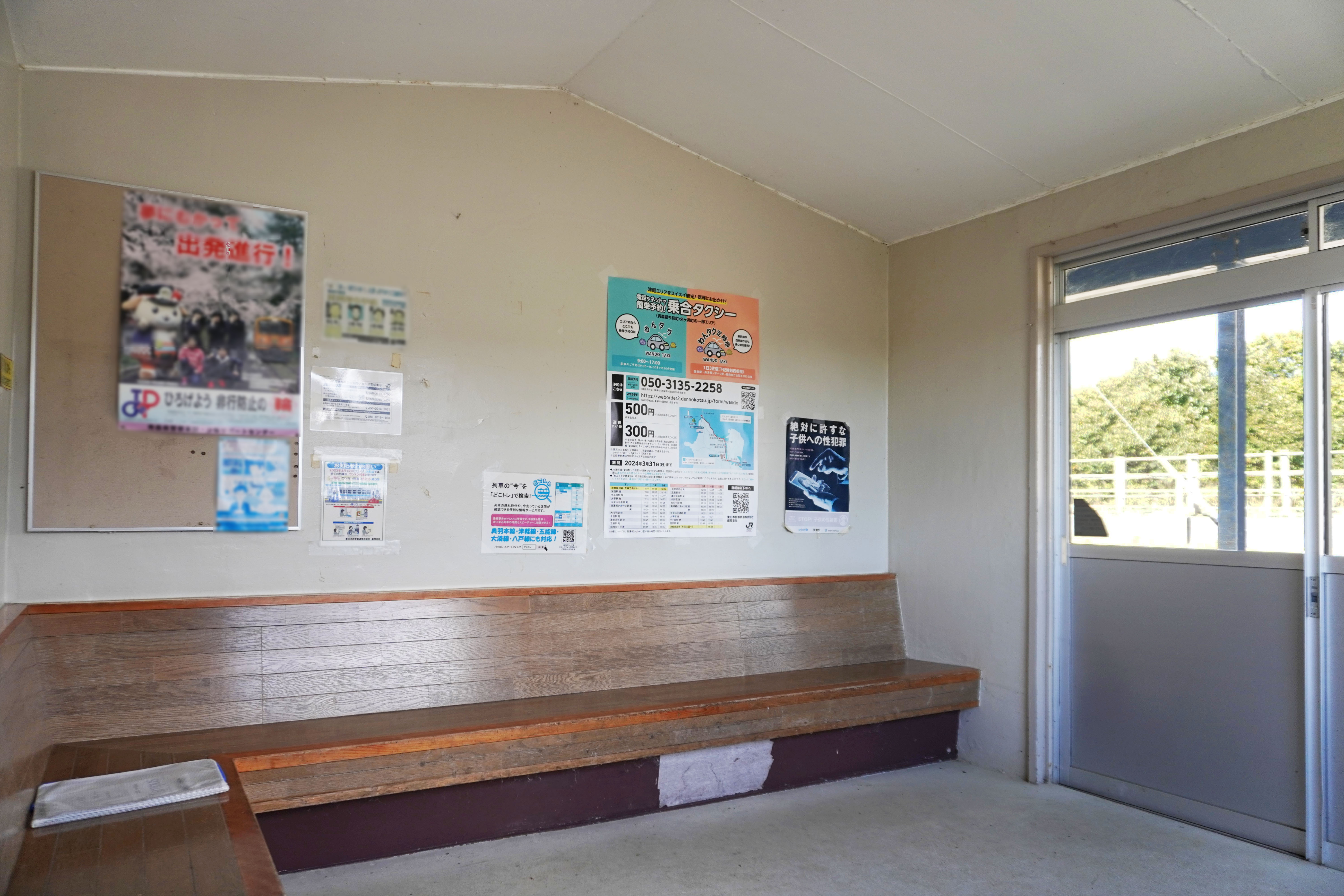
待合室（2023年10月）
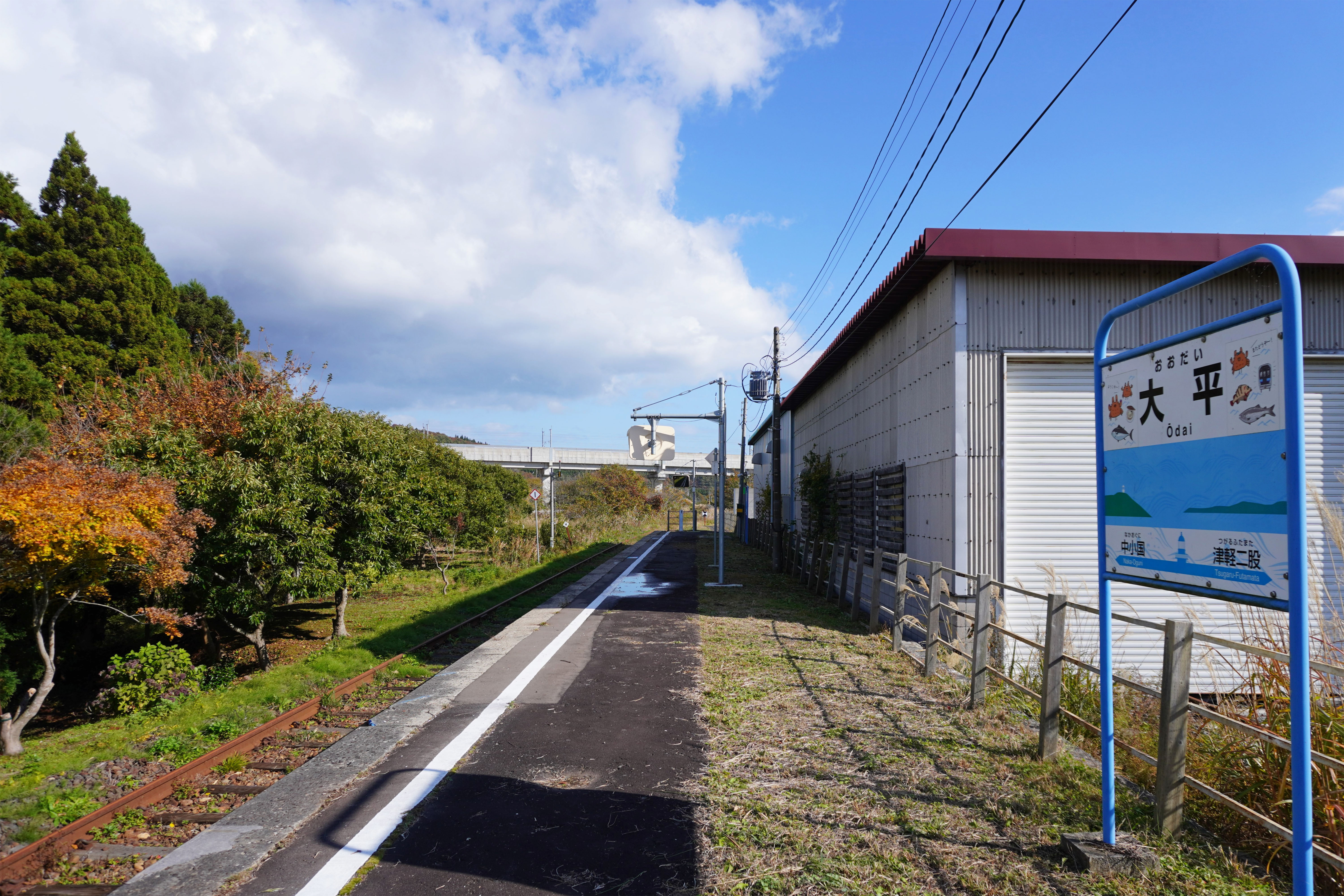
ホーム（2023年10月）

## 駅周辺
- 青森県道12号鰺ケ沢蟹田線
- 大平簡易郵便局
- 外ヶ浜町循環バス「山本精米所前」停留所
- 北海道新幹線・海峡線大平分岐部（新中小国信号場構内扱い）
  - 海峡線と北海道新幹線の実質的な分界点。当駅から青森方へ約300メートルの位置にあり[2]、ホームから北海道新幹線・海峡線の高架橋が見える。
- 大平山元I遺跡 - 世界遺産「北海道・北東北の縄文遺跡群」の構成資産。隣接地にガイダンス施設の「む～もん館」がある。

## 隣の駅
東日本旅客鉄道（JR東日本）
■津軽線
中小国駅 - （新中小国信号場） - 大平駅 - 津軽二股駅